# Kompetenzzentrum für das Kassen- und Rechnungswesen des Bundes
Das Kompetenzzentrum für das Kassen- und Rechnungswesen des Bundes (KKR) war eine Bundesbehörde im Geschäftsbereich des Bundesministeriums der Finanzen (BMF) der Bundesrepublik Deutschland. Seit dem 1. Januar 2016 sind das Kompetenzzentrum und die Bundeskassen in die Generalzolldirektion integriert. Zum 1. Oktober 2019 wurde es mit weiteren Organisationseinheiten in der Abteilung Zahlungsverkehr und Rechnungswesen des Bundes der Generalzolldirektion verschmolzen.
Am 1. Januar 2006 wurde das KKR als Nachfolger der Bundeshauptkasse gegründet. Das KKR war unmittelbar dem Präsidenten der Bundesfinanzdirektion West unterstellt.
Das KKR fungierte als zentrale Kassenaufsicht über die beiden Bundeskassen in Trier und Halle (Saale). Darüber hinaus war die Bundesbehörde für die Erstellung der Haushalts- und Vermögensrechnung für das Bundesministerium der Finanzen verantwortlich und die Führung von Titelkonten. Zudem war das KKR für die Abwicklung des Zahlungsverkehrs für die Bundeskassen mit der Deutschen Bundesbank und der Postbank tätig. Des Weiteren wurde der Einsatz des automatisierten Verfahrens für das Haushalts-, Kassen- und Rechnungswesen sowie der Unterverfahren für Haushaltseinnahmen geplant und kontrolliert.

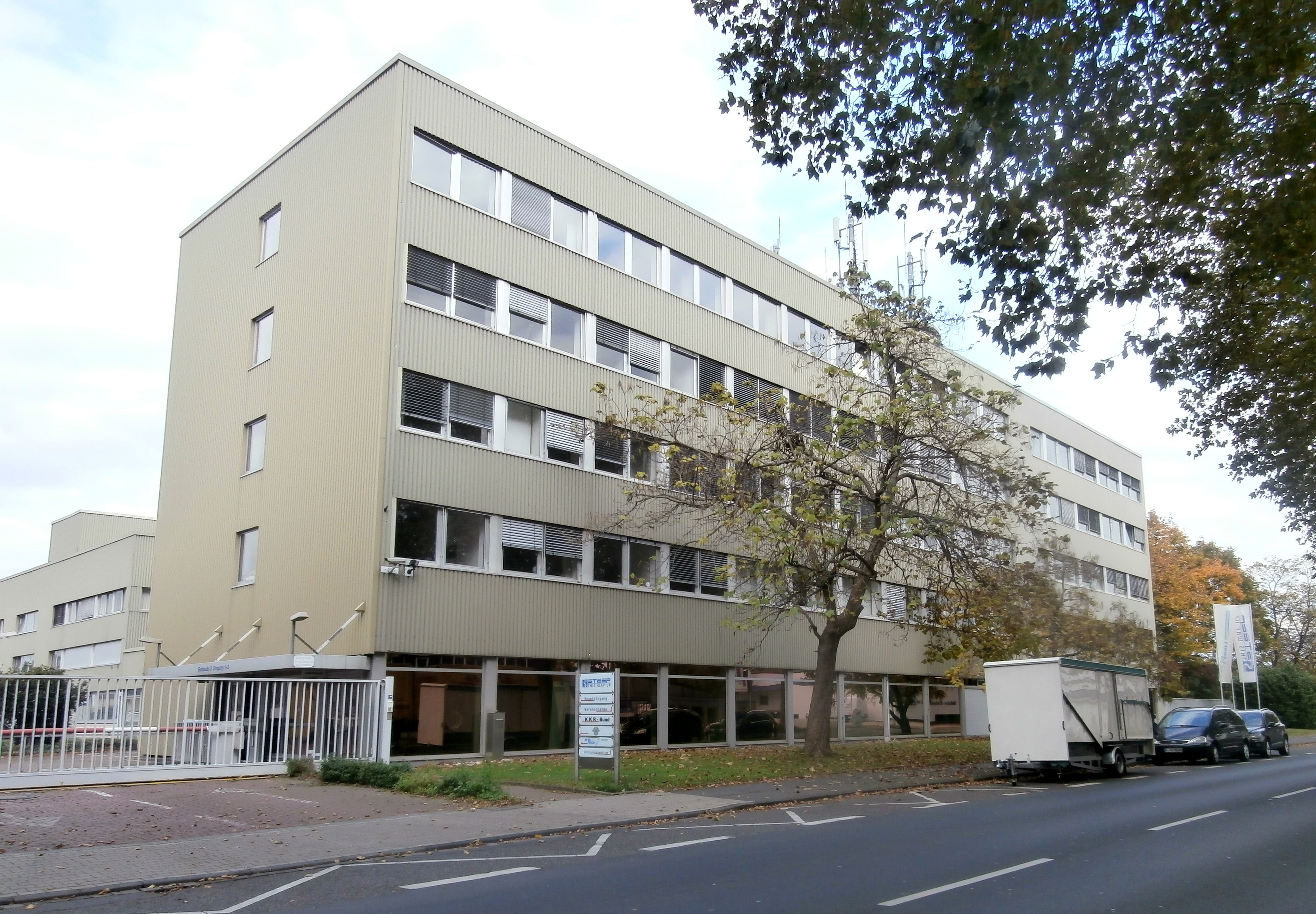
Sitz des Kompetenzzentrums für das Kassen- und Rechnungswesen des Bundes in Bonn (2015)